# Ettore Maria Margadonna

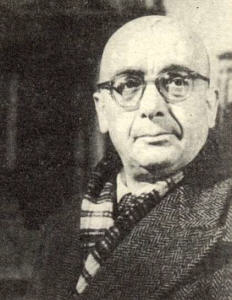
Ettore Maria Margadonna

Ettore Maria Margadonna (* 30. November 1893 in Palena, Italien; † 28. Oktober 1975 in Rom) war ein italienischer Drehbuchautor.

## Leben
Nach seinem Wirtschaftsstudium wurde Margadonna Journalist bei Zeitschriften wie Comoedia, L'illustrazione italiana und Avanti!. Ab 1937 schrieb er Drehbücher und arbeitete in den folgenden Jahren mit italienischen Regisseuren wie Mario Bonnard, Gennaro Righelli und Oreste Biancoli zusammen. Für seine Geschichte an der Liebeskomödie Brot, Liebe und Fantasie wurde er bei der Oscarverleihung 1955 mit einer Nominierung für die Beste Originalgeschichte bedacht. Außerdem wurde er 1952 gemeinsam mit Titina De Filippo und Renato Castellani mit dem italienischen Filmpreis Nastro d’Argento für das Beste Drehbuch ausgezeichnet.

## Filmografie (Auswahl)
- 1939: Salonpiraten (Diamanti)
- 1947: Rauschgiftschmuggler (La fumeria d'oppio)
- 1948: Ohne Gnade (Senza pietà)
- 1948: Unter der Sonne von Rom (Sotto il sole di Roma)
- 1951: Vendetta, die Rache des Bruders (Il capitano nero)
- 1952: Für zwei Groschen Hoffnung (Due soldi di speranza)
- 1952: Vom Landpfarrer zum Papst (Gli uomini non guardano il cielo)
- 1953: Brot, Liebe und Fantasie (Pane, amore e fantasia)
- 1954: Liebe, Brot und Eifersucht (Pane, amore e gelosia)
- 1955: Liebe, Brot und tausend Küsse (Pane, amore e…)
- 1958: Anna von Brooklyn (Anna di Brooklyn)